# Almamune de Toledo
Iáia ibne Ismail Almamune (m. 1075) foi o segundo berbere da dinastia dunúnida a reinar como emir (rei) da Taifa de Toledo de 1043 a 1075. Em 1062, a taifa foi invadida pelo rei Fernando I (r. 1035–1065), que o fez seu tributário.